# Valdidentro
Valdidentro là một đô thị ở tỉnh Sondrio trong vùng Lombardia của Italia, có vị trí khoảng 140 km về phía đông bắc của Milano và khoảng 50 km về phía đông bắc của Sondrio, ở biên giới với Thụy Sĩ. Tại thời điểm ngày 31 tháng 12 năm 2004, đô thị này có dân số 3.975 người và diện tích là 244,2 km².
Đô thị Valdidentro có các frazioni (các đơn vị cấp dưới, chủ yếu là các làng) Premadio, Pedenosso, Isolaccia, và Semogo.
Valdidentro giáp các đô thị: Bormio, Grosio, Livigno, Müstair (Thụy Sĩ), Poschiavo (Thụy Sĩ), Santa Maria Val Müstair (Thụy Sĩ), Tschierv (Thụy Sĩ), Valdisotto, Zernez (Thụy Sĩ).